# Andrzej Galica
Andrzej Galica (ur. 27 listopada 1873 w Białym Dunajcu, zm. 6 czerwca 1945 w majątku Majdany) – generał brygady Wojska Polskiego, działacz niepodległościowy, kawaler Orderu Virtuti Militari, twórca formacji strzelców podhalańskich, inżynier, polityk, poseł na Sejm RP, członek Głównego Sądu Koleżeńskiego Związku Legionistów Polskich od 1936 roku, członek Prezydium Rady Naczelnej Obozu Zjednoczenia Narodowego w 1939 roku, działacz regionalny ruchu podhalańskiego, literat.

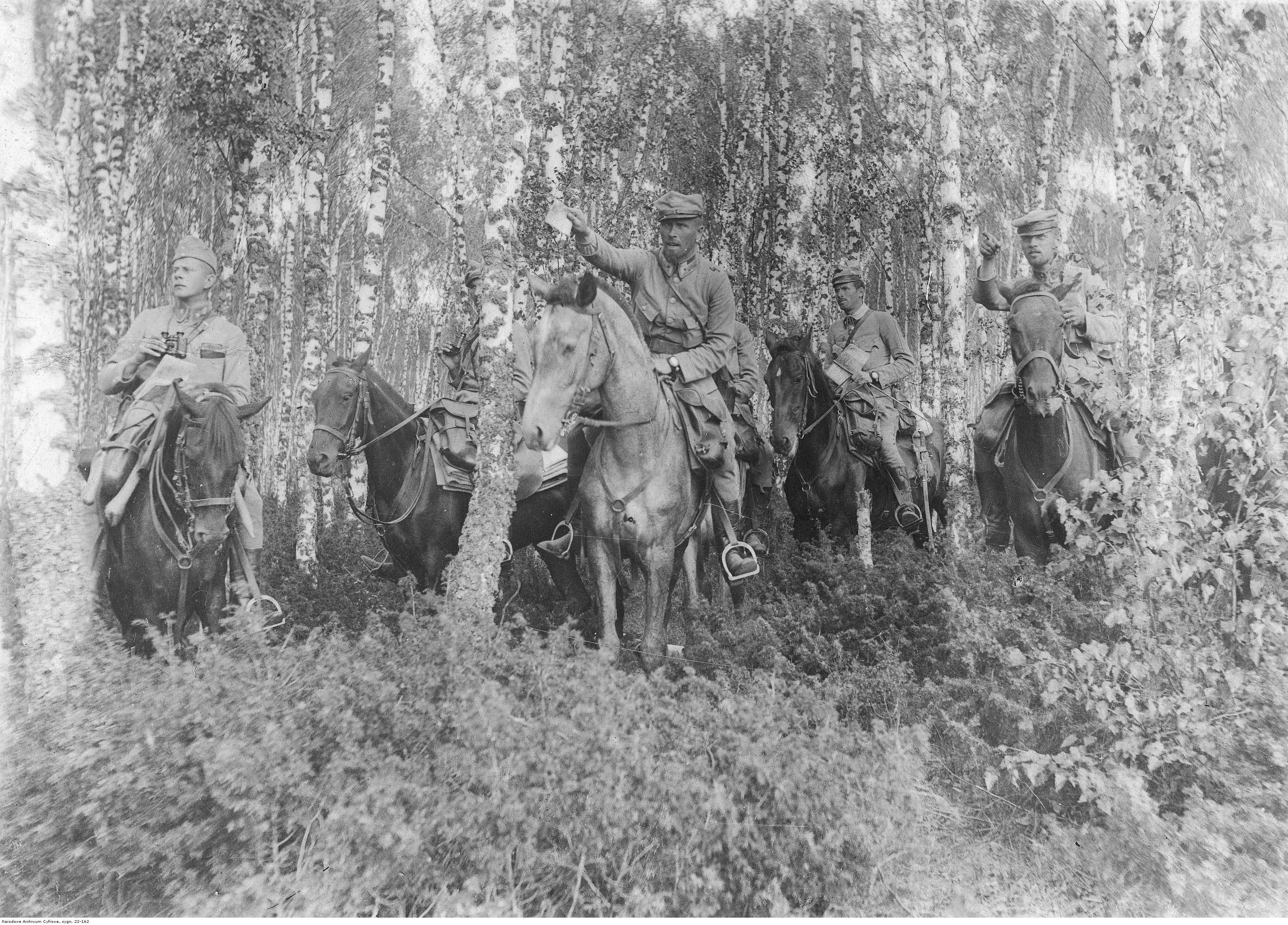
Andrzej Galica (w środku) w czasie bitwy pod Kostiuchnówką

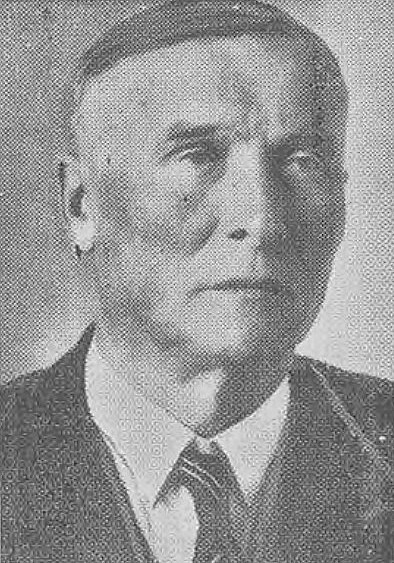
Andrzej Galica w cywilu (ok. 1937)

## Życiorys
Urodził się 27 listopada 1873 w Białym Dunajcu, w rodzinie Macieja i Marii z Skupieniów. W 1897 ukończył gimnazjum św. Anny (dziś im. Bartłomieja Nowodworskiego) w Krakowie. Studiował na politechnikach we Lwowie i Wiedniu, gdzie uzyskał stopień inżyniera (o specjalności: budowa dróg i mostów). W tym okresie działał też w Związku Strzeleckim, był organizatorem ich oddziałów w Małopolsce i przewodniczącym obwodu skawińskiego ZS. Przed 1914 pracował jako kierownik budowy części kanału spławnego Odra-Wisła. Był literatem – razem z Władysławem Orkanem, Andrzejem Stopką, Józefem Jedliczem i innymi tworzył tzw. szkołę podhalańską.
Po wybuchu I wojny światowej organizował oddziały polskie w Wiedniu, gdzie wcześniej został przeniesiony z Ekspozytury Budowy Dróg Wodnych w Krakowie. Po sformowaniu dwóch kompanii przekazał je do Krakowa i sam uzyskał zwolnienie z pracy i wstąpił do Legionów Polskich. Służył w nich od sierpnia 1914 do września 1917. Był dowódcą batalionu uzupełnień w Wiedniu (awans na kapitana otrzymał we wrześniu 1914 roku). Od maja 1915 do listopada 1916 roku był dowódcą batalionu w 4 i 6 pułku piechoty Legionów (awans na majora otrzymał we wrześniu 1915, a awans na podpułkownika w październiku 1916 roku). Od listopada 1916 do września 1917 roku był dowódcą 4 pułku piechoty. Od września 1917 do lutego 1918 roku był inspektorem wyszkolenia Polskiego Korpusu Posiłkowego. Po przejściu II Brygady przez front został internowany na Węgrzech i osadzony w obozie w Dułowie (węg. Dulfalva) na Zakarpaciu. 1 maja 1918 został zwolniony i wcielony do c. k. Pułku Strzelców Nr 16 w Krakowie, a następnie jako austriacki oficer rezerwy został wysłany na front włoski.
Od listopada 1918 do września 1919 roku był organizatorem i dowódcą oddziałów podhalańskich. 13 maja 1919 otrzymał tytuł Honorowego Obywatela Miasta Nowego Targu. Od września 1919 do marca 1920 roku był dowódcą Brygady Górskiej. Następnie od marca 1920 do sierpnia 1926 roku dowodził 21 Dywizją Piechoty Górskiej. 1 maja 1920 roku zatwierdzony został w stopniu generała podporucznika z dniem 1 kwietnia 1920 roku, a 3 maja 1922 roku zweryfikowany został w stopniu generała brygady ze starszeństwem z dniem 1 czerwca 1919 roku. W okresie od sierpnia 1926 do października 1930 roku był dowódcą Okręgu Korpusu Nr X w Przemyślu. Z dniem 31 grudnia 1930 roku, na własną prośbę, został przeniesiony w stan spoczynku.
Wykorzystując swoje wykształcenie politechniczne otworzył w Warszawie biuro miernicze, a ponadto zajął się gospodarką rolną w kupionym w 1930 majątku Majdan k. Trzepnicy w powiecie piotrkowskim. Tu z pomocą tylko miejscowego majstra postawił dom mieszkalny i inne budynki gospodarcze. Wszedł też w krąg polityki – między innymi włączył się w tworzenie prorządowego Obozu Zjednoczenia Narodowego z inspiracji gen. Edwarda Śmigłego-Rydza, oraz działalnością w regionalnym ruchu podhalańskim.
Z ramienia BBWR był posłem na Sejm RP (1928–1935) i senatorem RP (1935–1939).
Zmarł 6 czerwca 1945 w swoim majątku Majdany (dziś gmina Łęki Szlacheckie koło Piotrkowa Trybunalskiego). Został pochowany na cmentarzu parafialnym w Bęczkowicach.
21 lipca 1900 poślubił w Sanoku pochodzącą z pobliskiego Czerteża Józefę Jarosz (1880–1941). Jego żona była przewodniczącą pierwszego zarządu Stowarzyszenia „Rodzina Wojskowa” w Przemyślu. Z małżeństwa tego miał czworo dzieci, córki Janinę (1901–1977), po mężu Cąplak i Bronisławę (1902–1929) oraz synów, Władysława (1904–1951) i Adama (1906–1980). Jego wnuczką (córką Władysława) jest Divina Galica. Po śmierci zony ożenił się drugi raz – z Bronisławą Dąbrowską (1899–1982).

## Ordery i odznaczenia
- Krzyż Srebrny Orderu Wojskowego Virtuti Militari nr 1773[19] – 17 maja 1921[20]
- Krzyż Komandorski Orderu Odrodzenia Polski – 2 maja 1923[21][22][23][24]
- Krzyż Niepodległości – 12 maja 1931 „za pracę w dziele odzyskania Niepodległości”[25]
- Krzyż Walecznych trzykrotnie[26]
- Medal Pamiątkowy za Wojnę 1918–1921[21]
- Medal Dziesięciolecia Odzyskanej Niepodległości[21]
- Krzyż Oficerski Legii Honorowej – 1922[21][27]
- Odznaka Pamiątkowa Więźniów Ideowych[28]

## Twórczość

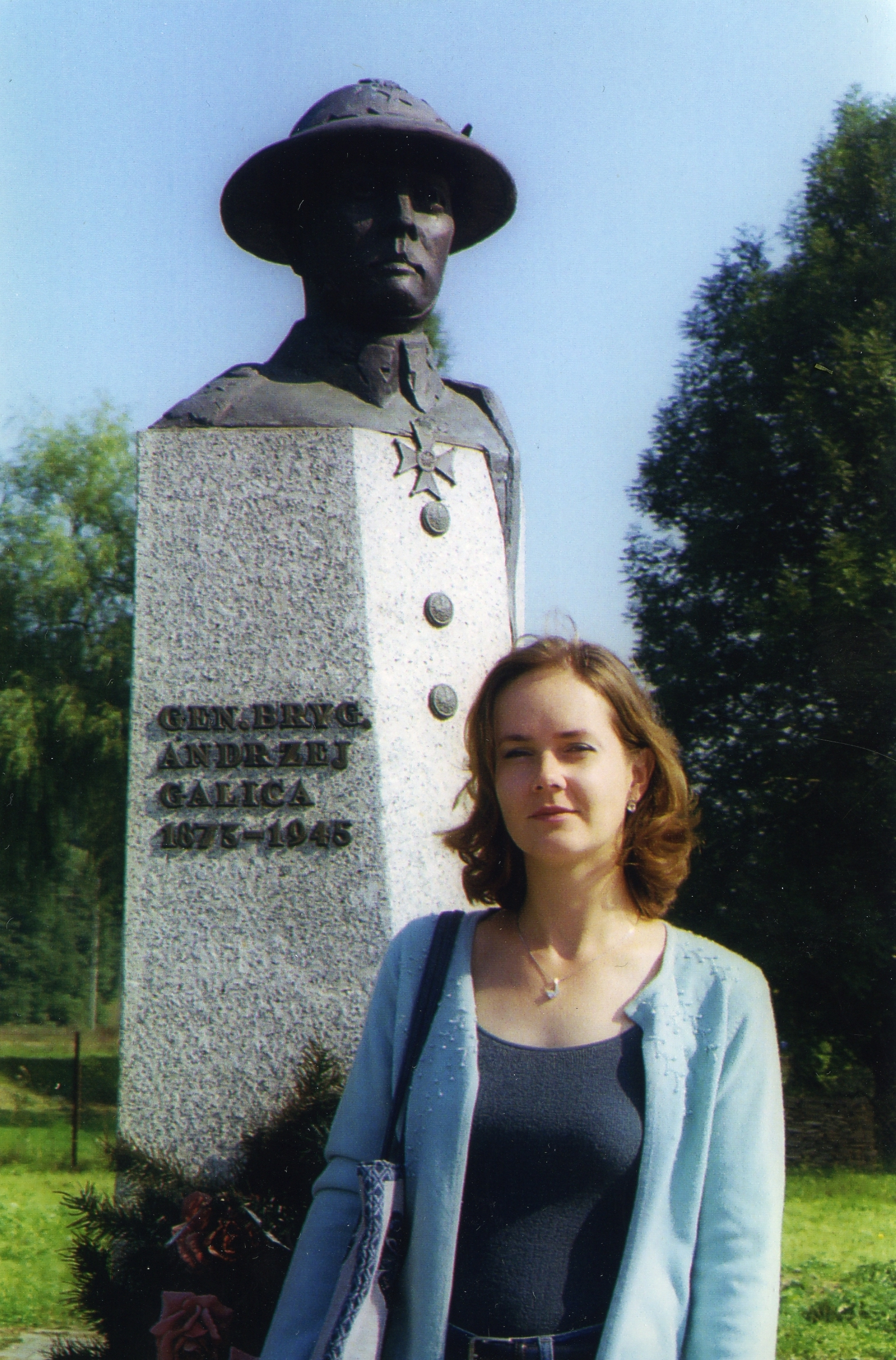
Aleksandra Kozłowska, autorka książki „Góral generałem – Andrzej Galica. Biografia żołnierza, polityka i literata” przy pomniku Generała w Białym Dunajcu

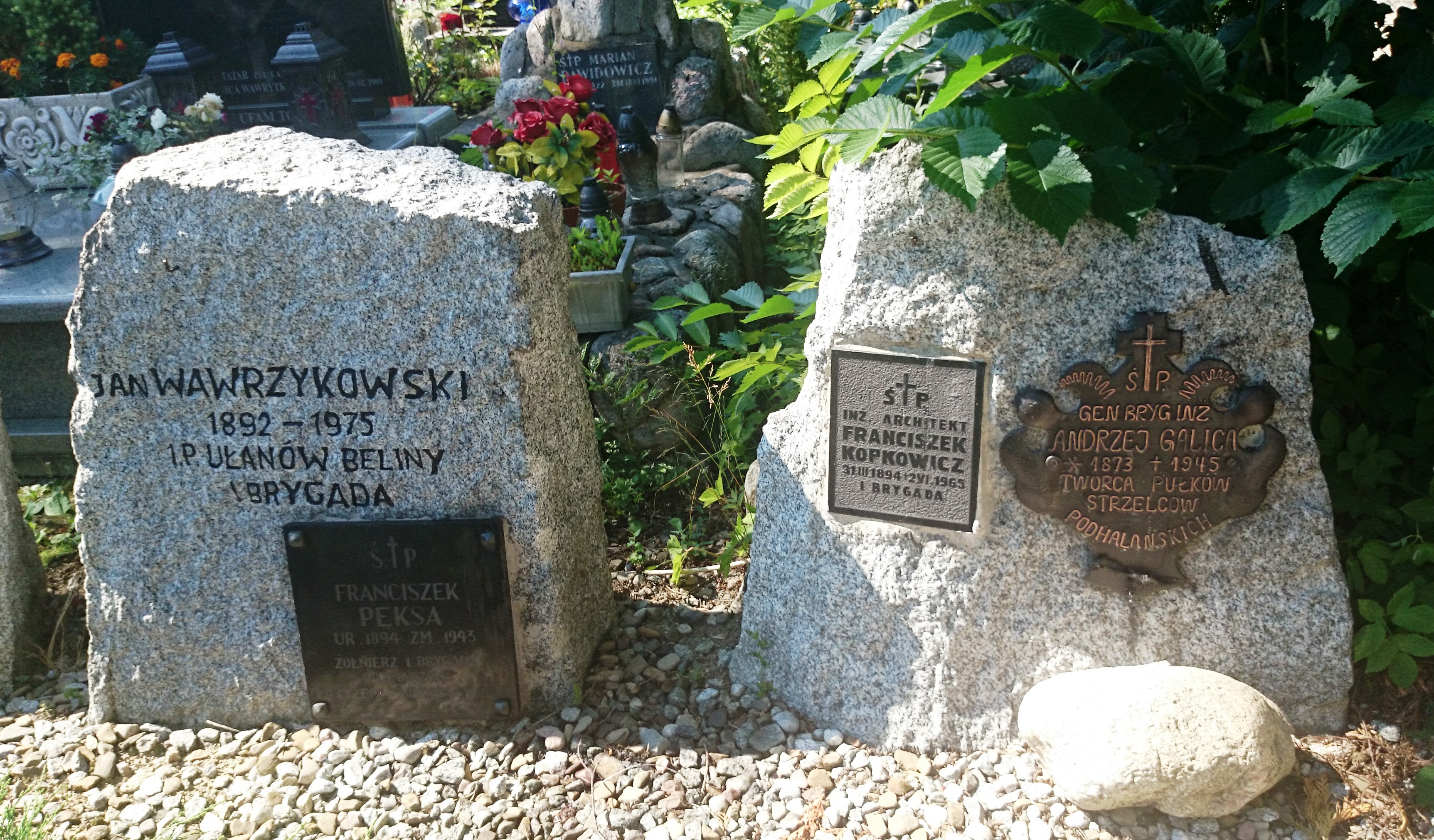
Groby w kwaterze legionistów
na Nowym Cmentarzu w Zakopanem,
po prawej – grób Andrzeja Galicy

- Janosik: pieśń dramatyczna w 4 aktach, Warszawa: Poleski Posterunek Wydawniczy” „Placówka”, 1922 (Warszawa: W. Piekarniak).
- Przysięga: urywek z życia współczesnego na Podhalu w trzech odsłonach, Kraków: Z. Klemensiewicz, 1909 (Kraków: Druk. Ludowa).
- Robert Szporn: dramat w 4 aktach, Kraków: „Książka”, 1912 (Kraków: Druk. Ludowa).
- Twierdzą nam będzie każdy próg: utwór dramatyczny w 3-ch aktach z prologiem i inwokacją: osnuty na tle walk o Lwów: (wyszczególniony w 1928 r. na konkursie magistratu Lwowsk.), Przemyśl: J. Styfi, [1929] (Przemyśl: J. Styfi).

## Upamiętnienie
Jesienią 1973, po kilku miesiącach starań, m.in. dzięki wsparciu materialnemu i organizacyjnemu udzielonemu przez Stanisława Fita z Czarnego Dunajca, byłego podkomendnego generała Galicy, prochy generała zostały sprowadzone na Podhale, gdzie 20 października pochowano je w kwaterze legionistów na Nowym Cmentarzu przy ul. Nowotarskiej w Zakopanem. W uroczystym pogrzebie uczestniczyli m.in. przedstawiciele władz administracyjnych Zakopanego, Zarząd Główny Związku Podhalan, przedstawiciele Zarządu Głównego Związku Podhalan w U.S.A., duchowieństwo z ks. kanonikiem Władysławem Curzydłą (proboszczem Parafii Najświętszej Rodziny) na czele. Przemówienia pogrzebowe wygłosili: ks. prałat Jan Krupiński, red. Włodzimierz Wnuk, gen. Mieczysław Boruta-Spiechowicz, pisarz Adam Pach, Józef Obrochta i dr Wincenty Galica.
- W 1919 r. gen. Galica otrzymał godność honorowego obywatela Nowego Targu[9].
- Imieniem Generała nazwano ulice w: Bielsku-Białej[29], Nowym Sączu[30], Nowym Targu[31], Zakopanem[32] oraz w Białym Dunajcu.
- patron Gminnego Ośrodka Kultury w Białym Dunajcu[33].
- przed Urzędem Gminy w Białym Dunajcu stoi pomnik generała Andrzeja Galicy, ufundowany w 2000 przez górali z Chicago[34].
- W miejscu przy ul. Skupniowej w Białym Dunajcu, gdzie stał dom w którym urodził się generał, ustawiona została tablica pamiątkowa[33]
- 14 maja 2008 odsłonięto tablicę pamiątkową ku czci gen. brygady Andrzeja Galicy w Domu Podhalan w Chicago, wyryto na niej słowa będące zawołaniem generała: „Kieb co, kany co, abo co, to my som” z podpisem: Związek Podhalan oraz dowództwo 21 Brygady Strzelców Podhalańskich w darze dla wszystkich członków Związku Podhalan w Ameryce Północnej. Chicago 14 maja 2008 roku. Tablicę odsłonił dowódca 21 Brygady Strzelców Podhalańskich, gen. bryg. Tomasz Bąk, który przybył do Chicago wraz z dowódcą 5 Batalionu Strzelców Podhalańskich, podpułkownikiem Zbigniewem Ząbkiem[34].
- Jego imię nosi też Koło nr 8 Związku Podhalan w Północnej Ameryce[34].
- Instytut Pamięci Narodowej wydał na 2019 rok kalendarz poświęcony postaciom 12 oficerów Wojska Polskiego II RP, w którym na październikowej karcie widnieje postać Andrzeja Galicy[35].